# Route nationale 643 (France)
Pour les articles homonymes, voir Route nationale 643.
La route nationale 643 ou RN 643 était une route nationale française reliant Pau à Auch. À la suite de la réforme de 1972, elle a été déclassée en RD 943.

## Ancien tracé de Pau à Auch (D 943)
- Pau
- Morlaàs
- Saint-Jammes
- Monassut-Audiracq
- Simacourbe
- Lembeye
- Vidouze
- Lahitte-Toupière
- Maubourguet
- Marciac
- Laveraët
- Mascaras
- Bassoues
- Montesquiou
- L'Isle-de-Noé
- Barran
- Auch

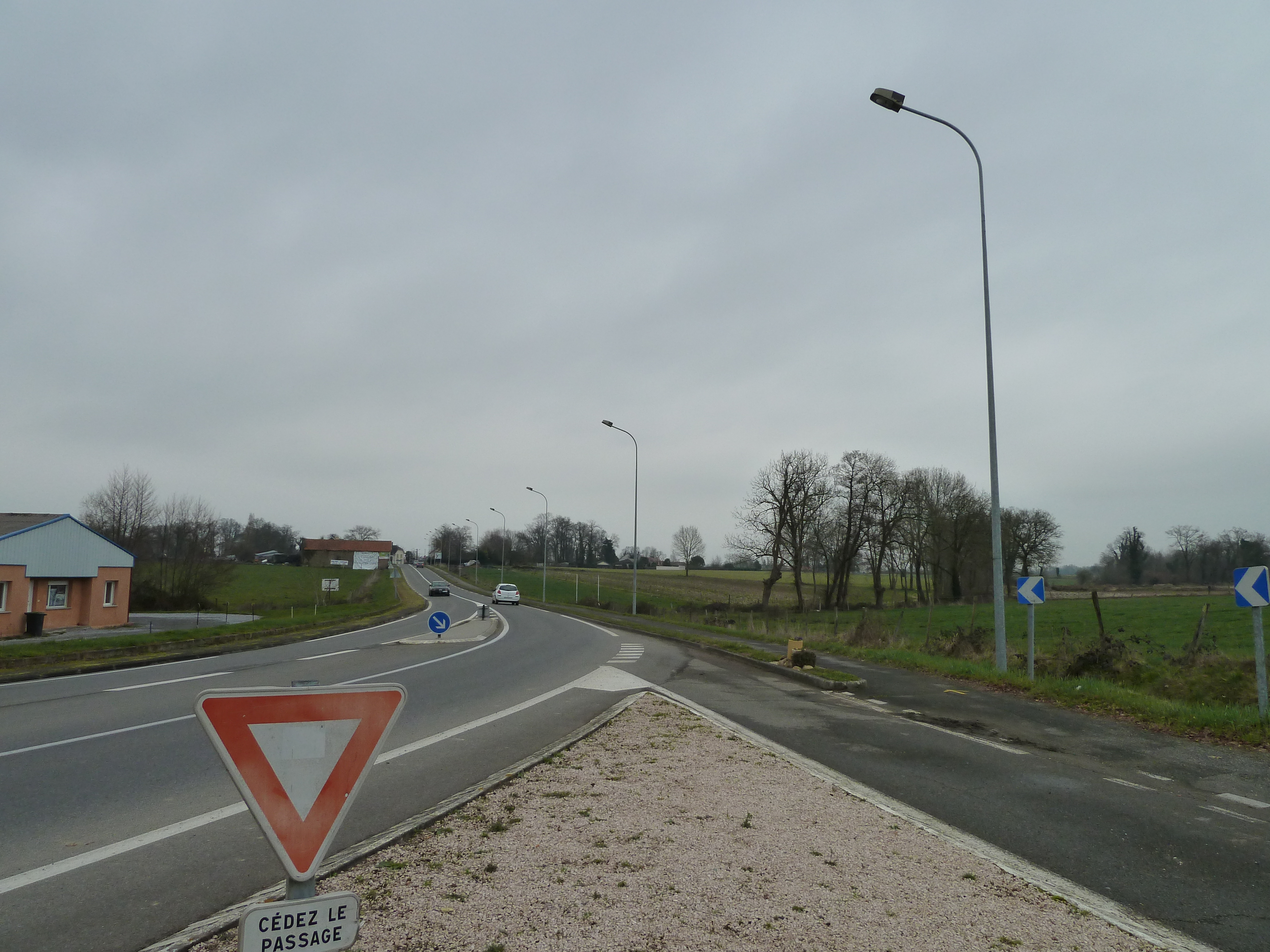
D 943 à Saint-Jammes vers Lembeye.
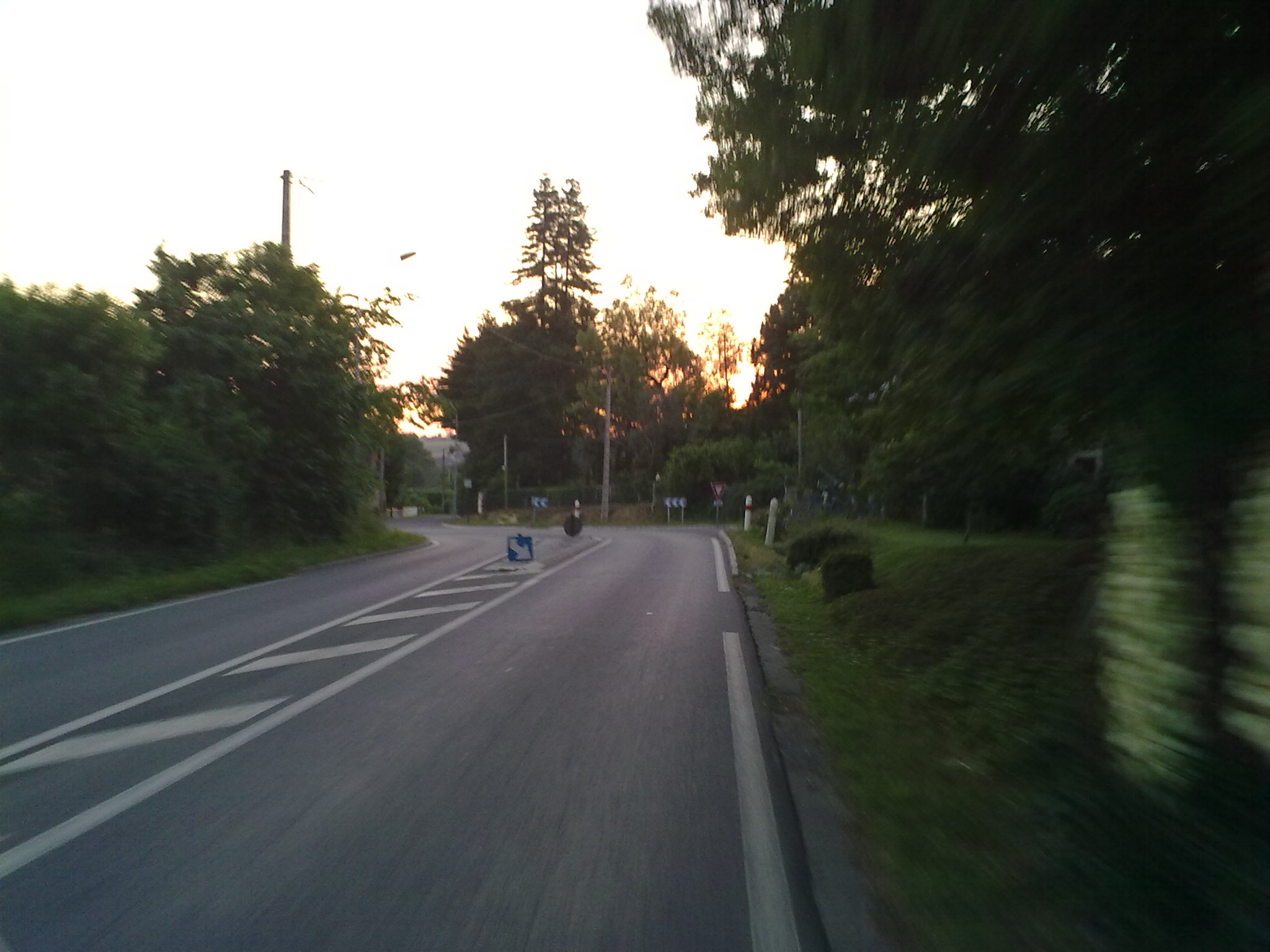
D 943 à Saint-Jammes vers Pau.
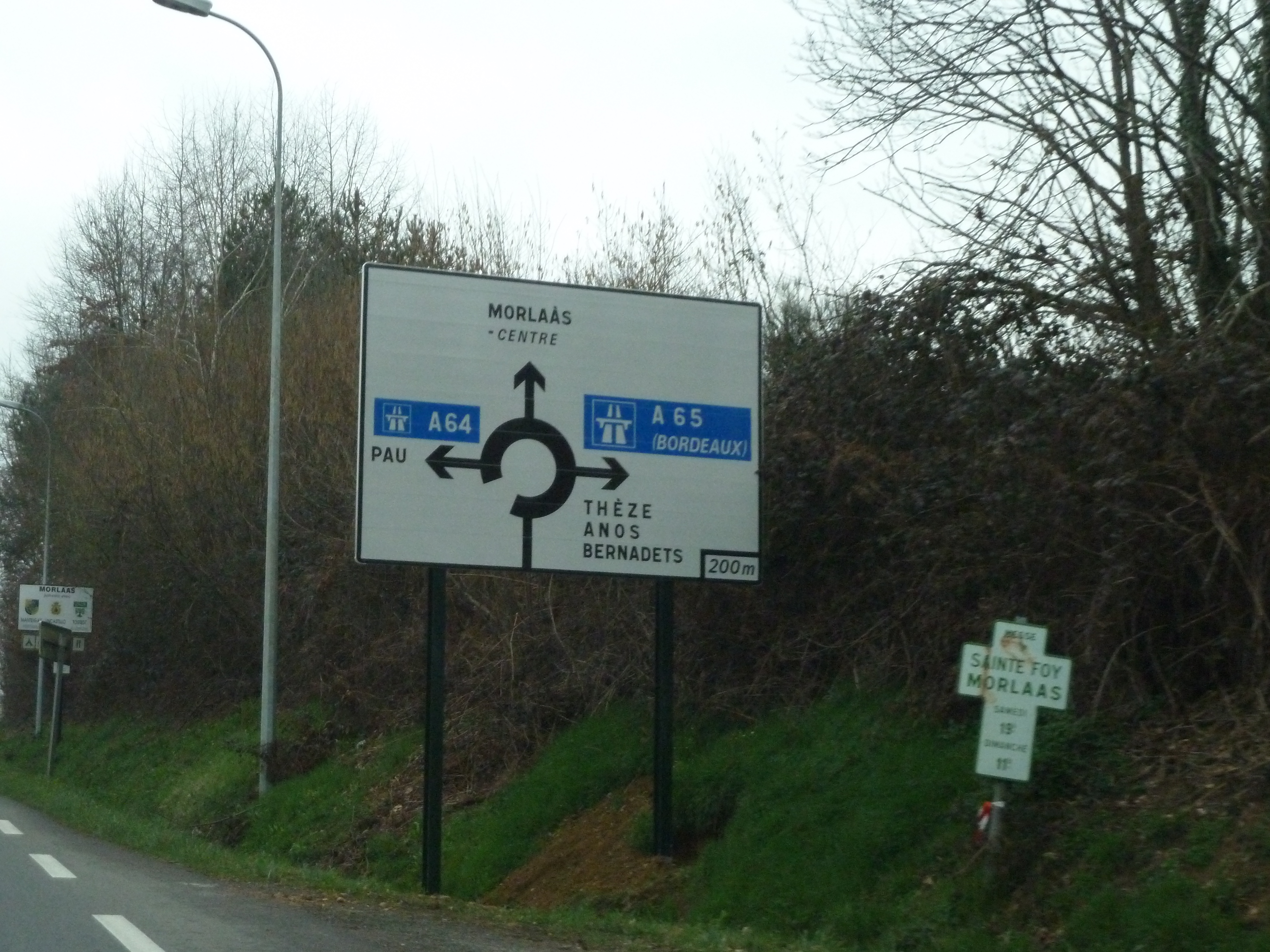
D 943 à Morlaàs, sur la rocade vers Pau.
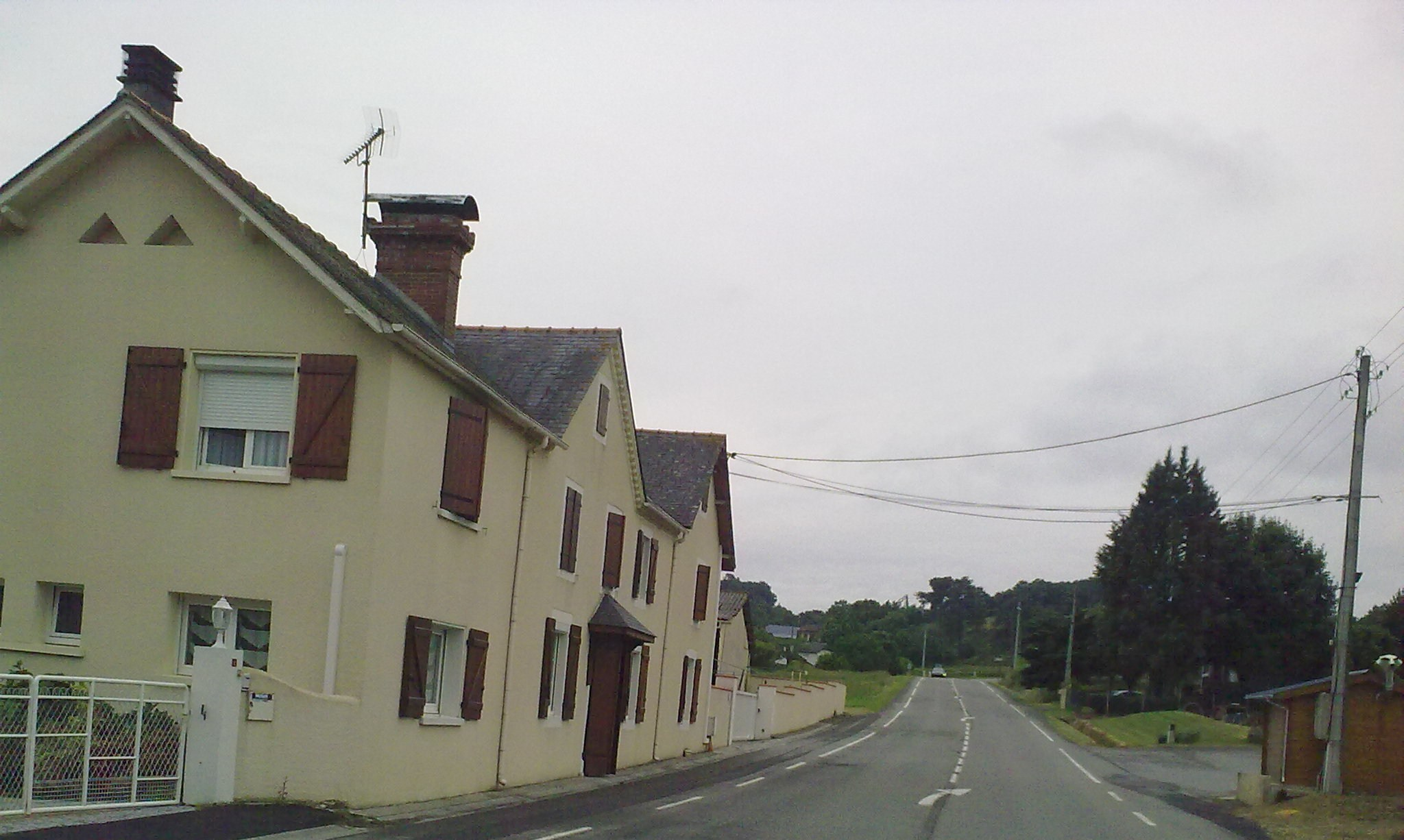
D 943 vers Monassut-Audiracq.
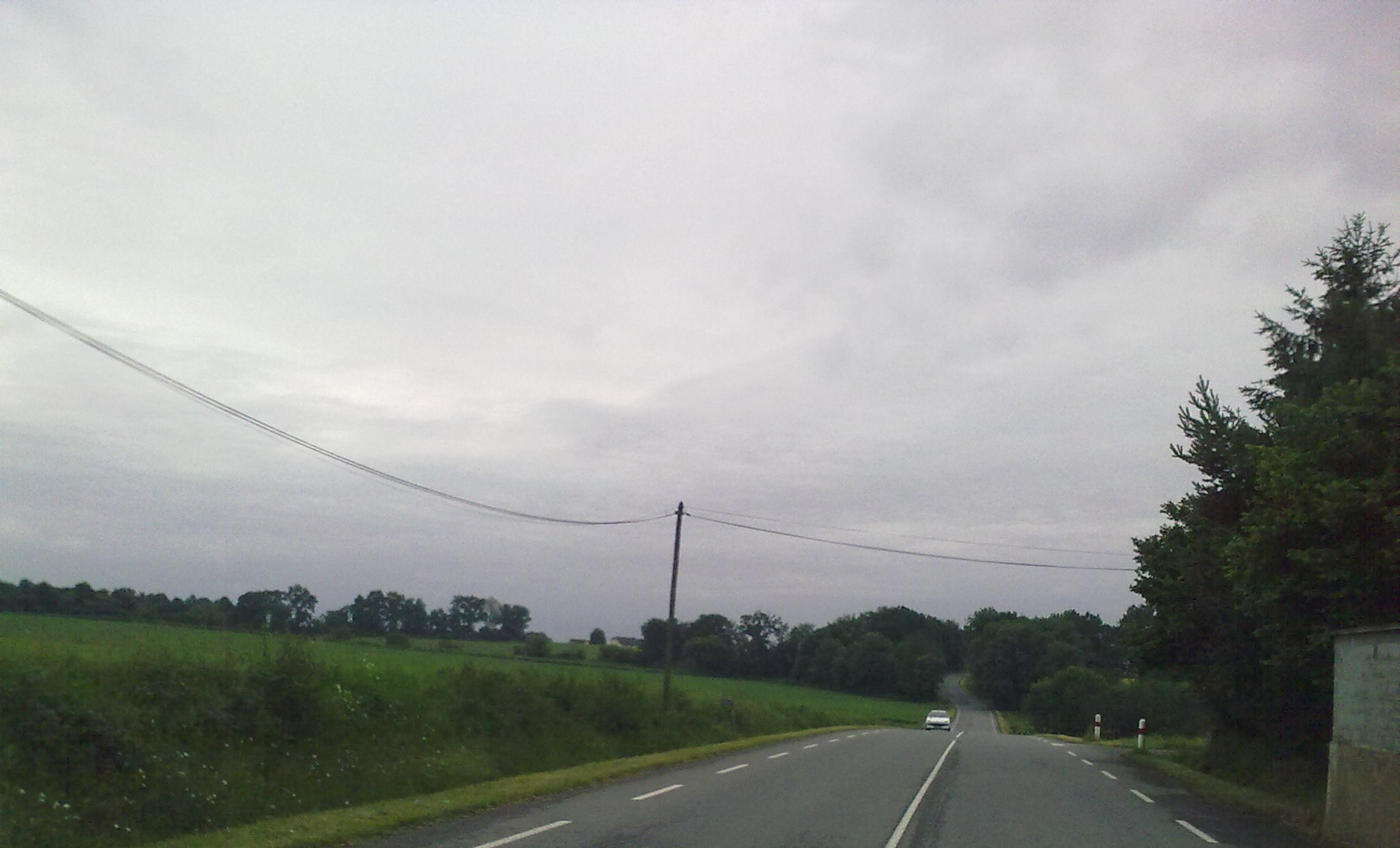
D 943 vers Bretagne.